# I Am Alive
I Am Alive est un jeu vidéo franco-chinois développé initialement par Darkworks puis par Ubisoft Shanghai et édité par Ubisoft. Il s’agit d’un jeu d'action-aventure sorti en 2012. Il a d'abord été développé par Darkworks avant que son développement ne soit transféré à Ubisoft Shanghai. L'action du jeu se déroule dans un Haventon post-apocalyptique.

## Synopsis
L'histoire du jeu se déroule dans un environnement post-apocalyptique et suit un homme qui doit survivre à la suite d'une catastrophe tout en essayant de retrouver sa femme et sa fille.

## Système de jeu
Le jeu se joue à la troisième personne et présente différentes phases qui jouent sur une tension imposée au joueur :
- des phases d'escalades classiques similaires à celles de Uncharted, Assassin's Creed ou encore Prince of Persia mis à part qu'on est limité en temps par une jauge d'endurance.
- des phases de confrontations où l'on doit évaluer au plus vite la meilleure action à accomplir pour s'en sortir, on dispose d'un pistolet sans munitions au début et plutôt rares par la suite et d'une machette que l'on acquiert assez vite, chaque situation possède une ou plusieurs solutions plus ou moins optimales. Psychologie et observation sont de rigueur

Le joueur peut tout au long de l'aventure choisir de sauver des civils qui réclament votre aide ou non, cela influe sur son score final et donne droit à un « retry » qui permet de recommencer à la dernière sauvegarde lorsque le personnage meurt, et dont le nombre est limité.

## Développement
Le développement du jeu est initié par le studio français Darkworks à qui l'on doit notamment Cold Fear et Alone in the Dark: The New Nightmare. Dans une interview en 2010, le président d'Ubisoft, Yves Guillemot, indique qu'Ubisoft Shanghai « reprenait le jeu à zéro », y compris son concept et son histoire ,. Ubisoft expliquera par la suite que ce changement était nécessaire « afin de respecter nos délais de sortie tout en maintenant une qualité exceptionnelle pour ce titre ambitieux », a justifié un représentant de la société. Ubisoft a tout de même précisé que Darkworks sera « associé au succès du jeu. »
Le jeu est sorti le 7 mars 2012 sur le Xbox Live, le 4 avril sur le Playstation Store (PSN) et le 13 septembre 2012 sur PC.